# Zaczarowany ołówek
Zaczarowany ołówek – polski animowany serial rysunkowy dla dzieci zrealizowany w Studio Małych Form Filmowych Se-ma-for w latach 1964–1977, o przygodach chłopca o imieniu Piotrek i pieska zwanego Pimpek, którym w rozwiązywaniu najróżniejszych problemów pomaga zaczarowany ołówek. Wszystko, co nim narysują, materializuje się.
Obok postaci Piotrka i jego psa Pimpka, ważną rolę w serialu odgrywa także krasnoludek, który zaopatruje chłopca w kolejne egzemplarze zaczarowanego ołówka.
Od 27. odcinka serial posiada ciągłość fabularną, a treścią tej części jest wyprawa bohaterów na pomoc małemu rozbitkowi. Seria nie zawiera dialogów.
W roku 1991 z materiałów z odcinków 27-39 zmontowano pełnometrażowy film Podróż z zaczarowanym ołówkiem do wyświetlania w kinach.
25 września 2011 roku, przed budynkiem Łódzkiego Domu Kultury uroczyście odsłonięto pomnik bohaterów Zaczarowanego ołówka, w ramach projektu Łódź Bajkowa.
Serial zdigitalizowany i zrekonstruowany cyfrowo udostępniony na platformie streamingowej Ninateka.

## Lista odcinków serialu
Poniżej lista odcinków serialu Zaczarowany ołówek zrealizowanego w Se-ma-forze:
1. Na podwórzu – (K. Baraniecki) rok prod. 1964,
2. Pogoń – (A. Piliczewski) rok prod. 1964,
3. Alarm w zoo – (A. Kotowska) rok prod. 1964,
4. Opiekun ptaków – (Z. Czernelecki) rok prod. 1964,
5. Powódź – (J. Skrobiński) rok prod. 1965,
6. Zbłąkani w lesie – (A. Piliczewski) rok prod. 1965
7. Katastrofa w górach – (Z. Czernelcki) rok prod. 1965,
8. Wilk morski – (Z. Czernelecki) rok prod. 1965,
9. Chodzi lis koło drogi – (A. Kotowska) rok prod. 1965,
10. W starej szopie – (A. Piliczewski) rok prod. 1965,
11. W cieniu sosny – (Z. Czernelecki) rok prod. 1966,
12. Kajtek – (A. Piliczewski) rok prod. 1966,
13. Worek prezentów – (A. Kotowska) rok prod. 1966,
14. Czerwony kur – (Z. Czernelecki) rok prod. 1969,
15. Podwodny skarb – (Z. Czernelecki) rok prod. 1969,
16. Szalony pociąg – (A. Piliczewski) rok prod. 1969,
17. Sroczka złodziejka – (L. Kronic) rok prod. 1969,
18. Wakacje z duchem -(A. Kotowska) rok prod. 1969,
19. Błękitno-czerwoni – (Z. Czernelecki) rok prod. 1969,
20. Jak poskromić lwy – (A. Kotowska) rok prod. 1970,
21. Na skraju przepaści – (L. Kronic) rok prod. 1970,
22. Latawiec Kajtka – (Z. Czernelecki) rok prod. 1970,
23. Orzeszki na zimę – (A. Piliczewski) rok prod. 1970,
24. Śpioch w jaskini – (L. Kronic) rok prod. 1970,
25. Krążek do bramki – (A. Piliczewski) rok prod. 1971,
26. Mały kowboj – (L. Kronic) rok prod. 1971,
27. Tajemnicza butelka – (Z. Czernelecki) rok prod. 1974,
28. Łajba tonie – (Z. Czernelecki) rok prod. 1974,
29. Cała naprzód – (Z. Czernelecki) rok prod. 1974,
30. Macki ośmiornicy – (L. Kronic) rok prod. 1974,
31. U celu podróży – (A. Piliczewski) rok prod. 1975,
32. Małpie figle – (A. Kotowska) rok prod. 1975,
33. Safari z kamerą – (L. Kronic) rok prod. 1975,
34. Dwa do zera – (R. Szymczak) rok prod. 1975,
35. Niespodziewana wizyta – (Z. Czernelecki) rok prod. 1975,
36. W starym młynie – (Z. Czernelecki) rok prod. 1976,
37. Pojedynek w buszu – (I. Czesny) rok prod. 1976,
38. Marynarski chrzest – (A. Piliczewski) rok prod. 1976,
39. W okowach lodu – (L. Kronic) rok prod. 1977